# Gustav Bareš
Gustav Bareš, vlastním jménem Gustav Breitenfeld (22. října 1910 Proseč-Záboří – 13. září 1979 Praha), byl český a československý novinář, politik Komunistické strany Československa, poslanec Národního shromáždění ČSR a stranický ideolog. Po roce 1952 odstavený od moci v rámci vnitrostranického boje.

## Život
V letech 1924–1929 studoval Obchodní akademii v Praze-Karlíně. Od roku 1926 se angažoval v Komunistickém svazu mládeže, tzv. komsomol. Jako člen OV KSM v Karlíně se v letech 1928–1929 zúčastnil kampaně proti tzv. likvidátorům v KSČ. Od roku 1929 pracoval půl roku jako úředník České akciové továrny na dýhy v Praze–Žižkově a současně začal spolupracovat s redakcí Rudého práva. V roce 1930 vstoupil do komunistické strany.

## Novinářská činnost
Od počátku roku 1930 se stal řádným členem redakce Rudého práva. Dále působil v redakcích Pravdy a Škodováka v Plzni. V letech 1931–1932 působil ve vedoucích funkcích časopisu Rudý večerník. Od konce roku 1932 řídil v Rudém právu sociálně-politickou rubriku. Přispíval též do časopisů: Tvorba, Levá fronta a Signál. V letech 1936–1937 byl šéfredaktorem Haló novin. A od roku 1938 vedl vnitropolitickou rubriku Rudého práva. V sovětské emigraci působil za druhé světové války jako hlasatel a později jako vedoucí vysílače „Za národní osvobození“.

## Politická činnost
Od října 1938 do května 1939 byl členem ilegálního vedení KSČ Praha (ve vedoucí „trojce“). Roku 1939 emigroval s rodinou přes Polsko do SSSR. Po návratu z emigrace byl zvolen v listopadu 1945 členem Krajského výboru KSČ Praha. Po krátkém působení v Rudém právu na postu šéfredaktora se roku 1946 stal vedoucím Kulturního a propagačního oddělení ÚV KSČ, tzv. kultpropu (který např. inicioval a řídil komunistické kampaně). V roce 1946 podepsal prokomunistické „Májové poselství kulturních pracovníků českému lidu!“ publikované před volbami do Národního shromáždění v květnu 1946. Tento manifest podepsalo celkem 843 kulturních pracovníků a komunisté tyto volby vyhráli. V roce 1948 podepsal výzvu prokomunistické inteligence Kupředu, zpátky ni krok!, jež byla vydána dne 25. února 1948 na podporu komunistického převratu.
Stranický aparát Kultprop se pod vedením Bareše dostal do sporu s Václavem Kopeckým a jeho Ministerstvem informací a osvěty. Ve zkratce šlo o to, kdo bude rozhodovat o kulturní politice v tehdejším Československu. Z kampaně proti Seifertovi vyšel vítězně Václav Kopecký, stejně tak jako v celém sporu o nadvládu nad kulturní politikou. Gustav Bareš byl roku 1952 za nastolování antigottwaldovské linie odvolán ze všech politických funkcí a byl zastaven i časopis Tvorba, kterému Bareš dělal šéfredaktora.
Zastával významné stranické posty. VIII. sjezd KSČ ho zvolil za člena Ústředního výboru Komunistické strany Československa. Ve funkci ho potvrdil IX. sjezd KSČ. Z ÚV KSČ rezignoval v prosinci 1952. V období květen 1949 – leden 1952 byl navíc členem předsednictva ÚV KSČ a od července 1946 do září 1951 i členem sekretariátu ÚV KSČ. Dále zastával od května 1949 do září 1951 a znovu od září 1951 do ledna 1952 post člena organizačního sekretariátu ÚV KSČ. Od roku 1948 do září 1951 byl zástupcem generálního tajemníka KSČ a od září 1951 do ledna 1952 byla tajemníkem ÚV KSČ.
Ve volbách roku 1948 byl zvolen do Národního shromáždění za KSČ ve volebním kraji Praha. Zasedal zde do konce funkčního období, tedy do voleb do Národního shromáždění roku 1954.

## Kampaň proti Seifertovi
Jakýmsi katalyzátorem sporu mezi ním a Kopeckým se stala kampaň proti Jaroslavu Seifertovi. Byl to Bareš, kdo si u Ivana Skály objednal negativní kritiku na Seifertovu novou sbírku Píseň o Viktorce. Zdrcující kritika byla stranická msta za Seifertův výrok ve vinárně roku 1949, kdy řekl, že vidí raději francouzského básníka zvracet než sovětského skládat verše. Ve vinárně u stolu sedící Jiří Taufer ale Seiferta za protisovětský výrok udal. Po agresivní kritice Ivana Skály se Seifert odmlčel. Byl to právě Kopecký, kdo se ve sporu s Barešem zachoval vůči Seifertovi obratněji. Na Kopeckého přímluvu se Seifert musel roku 1951 pouze omluvit v kanceláři Ivana Olbrachta za přítomnosti Ladislava Štolla a Jiřího Taufera a omluvu musel taktéž stvrdit 30. září 1951 písemně. Gustav Bareš ale nadále trval na potrestání Seiferta a svůj postoj Bareš podával „jako důkaz neúchylnosti svého pojetí kulturní politiky“.

## Zbytek života
Po odvolání ze všech politických funkcí roku 1952 byl „uklizen“ do Ústavu dějin KSČ, kde působil v letech 1955–1963. Později přednášel na Fakultě osvěty a novinářství Univerzity Karlovy, kde byl od roku 1966 řádným profesorem filozofie a děkanem. Roku 1968 během událostí tzv. pražského jara se dožadoval politické rehabilitace. Za počátek „deformace socialismu“ považoval rok 1952, kdy byl odvolán z politických funkcí. Namísto toho byl roku 1970 vyloučen z KSČ a bylo mu odňato právo přednášet na univerzitě. Zemřel v Praze roku 1979.

## Dílo
- BAREŠ, Gustav. Naše cesta k socialismu: referát z I. ústřední konference ideových a výchovných pracovníků KSČ. Praha: ÚV KSČ, sekretariát Ústředního výboru KSČ, 1948; 35 stran
- BAREŠ, Gustav a RYBÁK, Josef. Julius Fučík. Brno: Rovnost, 1950; 61 stran; Knihovna Socialistické akademie; 13. svazek
- BAREŠ, Gustav. Vytvoříme z plzeňského kraje nezdolnou tvrz míru a socialismu Závěrečné slovo zástupce ústředního tajemníka KSČ, poslance ... na 6. krajské konferenci KSČ v Plzni v neděli dne 3. června 1951. Plzeň: Kraj. výbor KSČ, 1951; 48 stran
- BAREŠ, Gustav a KRUTINA, Vratislav. Za krásnou, šťastnou, socialistickou Prahu: referát ... Gustava Bareše a ... Vratislava Krutiny na ustavující konferenci městského výboru KSČ hlavního města Prahy dne 10. prosince 1950. Praha: Kulturně propagační oddělení sekretariátu městského výboru KSČ, 1951; 31 stran
- BAREŠ, Gustav, PASTYŘÍK, Miroslav a KÖHLER, Bruno. O stranické práci: Projevy ... Gustava Bareše, Bruno Köhlera a Miroslava Pastyříka. Praha: Ústřední výbor KSČ, 1951; 29, [3] s. Knihovna Funkcionáře; Ročník 3, Svazek 6.
- BAREŠ, Gustav. Tři pře Jana Ziky. 1. vydání Praha: Mladá fronta, 1961 383 stran
- BAREŠ, Gustav. Malý kousek nebe. 1. vydání Praha: Československý spisovatel, 1963; 217, [2] stran.